# Grace Mirabella
Marie Grace Mirabella (Newark, 10 giugno 1929 – New York, 23 dicembre 2021) è stata una giornalista statunitense ed è stata caporedattrice della rivista Vogue tra il 1971 e il 1988.
Nel 1989 ha fondato la rivista Mirabella che ha diretto fino al 1994.

## Biografia
Figlia unica, si trasferisce a Maplewood, nel New Jersey, con la sua famiglia e si diploma alla Columbia High School. Suo padre, importatore di vino e liquori, muore negli anni 40 e, a causa di una dipendenza dal gioco d'azzardo, lascia debiti che la moglie e la figlia ereditano. Mirabella si laurea allo Skidmore College nel 1950, specializzandosi in economia, e si dedica alla moda dopo aver visto l'opportunità per le donne di avanzare nella loro carriera.

## Carriera
Mirabella ha iniziato la sua carriera lavorando nel negozio di abbigliamento sportivo di un amico di famiglia. Dopo l'università, ha ricoperto diverse posizioni junior nel settore della vendita al dettaglio, tra cui presso Macy's come apprendista dirigente e Saks Fifth Avenue come assistente del responsabile delle promozioni delle vendite.
Nel 1952, Mirabella viene assunta come assistente a Vogue. Per la maggior parte degli anni Sessanta, è caporedattrice associato della rivista sotto la direzione di Diana Vreeland. Nel 1971 fu nominata caporedattrice e introdusse un'atmosfera più informale che contrastava con il modo in cui la rivista era stata definita negli anni precedenti. Sotto la direzione di Grace Mirabella, un maggior numero di articoli era rivolto alla "donna moderna". Il suo necrologio sul The Guardian la descrive come una "paladina senza fronzoli della moda pratica". Secondo il suo successore come caporedattrice, Anna Wintour, "rifuggiva la fantasia e l'evasione a favore di uno stile elegantemente minimalista che parlava in modo chiaro e diretto ai nuovi modi liberati in cui volevamo vivere".
A causa della recessione economica degli Stati Uniti negli anni Settanta, Mirabella utilizzò un maggior numero di editoriali che riguardavano l'abbigliamento femminile a prezzi accessibili ma alla moda. Era nota per aver portato e messo in mostra i modelli di Halston, Saint Laurent, Geoffrey Beene e Ralph Lauren. Il fotografo di moda Helmut Newton pubblicò diversi editoriali di rilievo sulla rivista dal 1971 alla fine della direzione di Mirabella. Richard Avedon ha fotografato la maggior parte delle copertine e altri fotografi, come Patrick Demarchelier, Arthur Elgort, Albert Watson, Denis Piel e Chris von Wangenheim, hanno pubblicato diversi lavori nelle sue edizioni. Durante il suo mandato come caporedattrice di Vogue, le entrate pubblicitarie sono aumentate a 79,5 milioni di dollari, rispetto ai 39 milioni di dollari di Elle, e la tiratura della rivista è cresciuta da 400.000 a 1,2 milioni.
Negli anni Ottanta, Mirabella cominciò a essere considerata "non al passo con i tempi"; in seguito scrisse che "gli anni Ottanta non erano la mia epoca. Non sopportavo i fronzoli, lo sfarzo e gli abiti da ballo da 40.000 dollari". Nel 1988, Si Newhouse, proprietario di Condé Nast, sostituì Mirabella con Anna Wintour. Secondo la biografa di Newhouse, Carol Felsenthal, nessuno informò Mirabella del suo licenziamento: lo scoprì attraverso i notiziari.
Nel 1989, Grace Mirabella ha lanciato la sua rivista, Mirabella, con il sostegno finanziario di Rupert Murdoch. Mirabella si rivolgeva alle donne tra i 30 e i 40 anni, con un'attenzione particolare ai consigli sullo stile di vita e all'abbigliamento casual. Le modelle di copertina e i modelli editoriali erano in genere meno noti e con proporzioni più medie rispetto a quelli di Vogue. All'inizio Mirabella contava 400.000 lettori, la cui reputazione era rafforzata dal fatto che Mirabella era un ex redattore di Vogue. Nel 1993, l'influenza di Mirabella come fondatore si affievolì, e lei lasciò il giornale nel 1996. Dopo un calo dei lettori e delle entrate, Mirabella ha chiuso nel 2000.
Negli anni successivi, Mirabella ha scritto una rubrica di stile per la rivista Quest e ha lanciato la rivista online The Aesthete. Ha anche scritto un libro su Tiffany & Co. pubblicato nel 1997.

## Vita privata
Grace Mirabella ha sposato il dottor William G. Cahan nel novembre 1974. La sua autobiografia, In and Out of Vogue, descrive le sue relazioni con le persone con cui ha lavorato alla rivista, tra cui Diana Vreeland, Andy Warhol, Jessica Daves e Si Newhouse.
È morta il 23 dicembre 2021, all'età di 92 anni, nella sua casa a Manhattan.